# Trzcińsko-Zdrój
Trzcińsko-Zdrój, tyska: Bad Schönfließ, är en småstad i västra Polen, tillhörande distriktet Powiat gryfiński i Västpommerns vojvodskap. Tätorten hade år 2014 en befolkning på 2 448 invånare och är centralort i Trzcińsko-Zdrójs stads- och landskommun, som hade totalt 5 612 invånare vid samma tidpunkt.

## Geografi
Staden ligger i det historiska landskapet Neumark, på västra stranden av sjön Jezioro Trzygłowskie. Närmaste större städer är Chojna och Myślibórz. Den mindre floden Rurzyca, en biflod till Oder, har sin källa nära staden.

## Historia
Orten uppstod troligen som en slavisk handelsplats där två handelsvägar möttes. År 1281 blev orten del av markgrevskapet Brandenburg och omnämns då som Schowenfliet. Under 1300-talet gavs orten stadsrättigheter.
Staden intogs och drabbades av omfattande förstörelse i samband med husiterkrigen 1433 och även under trettioåriga kriget. 1870 revs större delen av stadens befästningsanläggningar och omvandlades till en stadspark. I slutet av 1800-talet blev staden kurort, känd för sina gyttjebad, och staden fick därför 1907 namnet Bad Schönfliess.
Staden klarade sig huvudsakligen oskadad genom andra världskriget. Efter att gränsen dragits om genom Potsdamöverenskommelsen 1945 tillföll staden Polen. Den huvudsakligen tysktalande befolkningen tvångsförflyttades över gränsen och området återbefolkades av polsktalande flyktingar under de påföljande decennierna. Sedan krigsslutet bär staden officiellt det polska namnet Trzcińsko-Zdrój.

## Kommunikationer
Genom staden passerar den nationella vägen DK 26 i öst-västlig riktning. Avståndet till storstaden Szczecin är omkring 80 kilometer i nordlig riktning och avståndet till tyska gränsen vid Schwedt är 21 kilometer västerut.
Den tidigare regionala järnvägslinjen mot Pyrzyce och Godków är nedlagd sedan 1992. Närmaste järnvägsstation finns i Chojna.

## Kända invånare
- Paul Billerbeck (1853-1932), luthersk teolog.
- Max Kahlow (1894-?), tysk stridspilot under första världskriget.